# Andrew Ranger
Andrew Ranger (Roxton Pond, 20 de novembro de 1986) é um automobilista canadense.

## Carreira
Tendo iniciado sua carreira no automobilismo em 2002, disputou a Atlantic Championship em 2004, termionando em 4º lugar com 257 pontos. Foram 6 pódios (4 terceiros lugares e 2 segundos) obtidos no total.
Assinou com a equipe Conquest Racing para disputar a temporada 2005 da extinta Champ Car, entrando para a história da categoria em maio de 2005, quando em sua segunda corrida, em Monterrey, chegou em segundo lugar ao 18 anos, 6 meses e 2 dias e tornou-se o mais jovem piloto a subir ao pódio na categoria (também foi o único pódio dele na Champ Car). O canadense ficou entre os 10 primeiros em outras 5 etapas e fechou o campeonato em 10º lugar, com 140 pontos. Seu desempenho melhorou na temporada seguinte, com 10 corridas no Top-10, repetindo a classificação final de 2005, desta vez com 200 pontos e um quinto lugar como melhor resultado. 
Seu contrato não foi renovado para 2007, depois que a Conquest decidiu usar apenas um carro para a temporada, e Ranger mudou-se para a divisão Pinty's Series da NASCAR, onde teve sucesso em 15 temporadas: foram 30 vitórias e 27 pole-positions, sagrando-se bicampeão em 2007 e 2009, representando a equipe Jacombs Racing. Ausente da temporada 2020, Ranger voltou em 2021 pela Rick Ware Racing e terminou com o vice-campeonato, apenas 8 pontos atrás do campeão, Louis-Philippe Dumoulin.
Ele também disputou corridas da K&N Pro Series, Camping World Truck e Xfinity entre 2008 e 2014.